# Vorderburg (Neckarsteinach)
Die Vorderburg, auch Landschadenburg genannt, ist eine mittelalterliche Höhenburg auf 155 m ü. NN bei Neckarsteinach im Landkreis Bergstraße in Hessen. Sie ist die drittälteste der vier Burgen  Vorderburg, Mittelburg, Hinterburg und Schwalbennest.

## Geschichte
Um 1200 wurde die Burg von Ulrich I. von Steinach, Sohn des Minnesängers Bligger II. von Steinach, erbaut. Die Burg war jeweils zur Hälfte Lehen des Bistums Speyer und des Bistums Worms. Nachdem 1268 die ältere Linie der Herren von Steinach  mit Bligger V. ausgestorben war, kam die Burg an die jüngere Linie der Landschad von Steinach. 1393 wurde der Speyerer Anteil (Steinernes Haus mit halbem Turm) an Henne Triegel von Daudenzell und dessen Sohn Hans entlehnt. 1427 wurde ein Burgfrieden zwischen dem Teil der Landschad und dem Triegelschen Teil geschlossen, jedoch erscheint alsbald im Speyrer Teil ein Eberhard von Angelach als Speyrer Amtmann und Lehensträger sowie bald darauf Weiprecht III. von Helmstatt, der auch Anteile an der Hinterburg und der Mittelburg besaß. 1474 erscheinen die Landschad wieder als Besitzer der gesamten Vorderburg, die überwiegend als Sitz der von Hans IV. († 1571) begründeten Hansischen Linie benutzt wurde und nach dem Tode seines Enkels Dieter VIII. 1625 an Friedrich Landschad von Steinach kam, mit dem 1653 das Adelsgeschlecht erlosch.
Nach dem Aussterben der Landschad zogen die Stifte Worms und Speyer den früheren Lehensbesitz (Hinterburg, Vorderburg und halbe Mittelburg) wieder ein, unterstellten ihn kurz der Selbstverwaltung und übertrugen ihn 1657 Wolf-Heinrich von Metternich zu Burscheid als Lehen. Dieser erwarb im selben Jahr von Dieter VIII. Landschads Tochter Eva Elisabeth auch den früheren Landschad-Allodialbesitz und ebenso die restliche Hälfte der Mittelburg von den Freiherren von Venningen, so dass ab der späten Mitte des 17. Jahrhunderts der Besitz der vier Burgen wieder in einer Hand vereinigt war. Nach dem Aussterben der Metternich-Linie 1753 wurden die früheren Lehen und sogar der früheren Allodialbesitz von den Stiften Speyer und Worms eingezogen. 1803 kam der gesamte Besitz im Rahmen der Mediatisierung an das Land Hessen, das die Vorderburg einem Dr. Wegerich verkaufte. Nachdem der Erbe des Allodialbesitzes, Freiherr von Dorth, durch einen Vergleich mit dem Land Hessen die als Amtssitz benutzte Mittelburg auch die Ruine der Hinterburg erhalten hatte, erwarb er auch die Vorderburg von Dr. Wegerich. 1910 verzichteten die Herren von Dorth auf die Ruine der Hinterburg, die darauf wieder an den hessischen Staat fiel. Mittel- und Vorderburg gelangten beim Tode des letzten Freiherrn von Dorth, Ludwig, im Jahre 1925 an den Sohn seines vor ihm verstorbenen Adoptivsohns Alexander, Boemund Freiherr von Warsberg-Dorth, dessen Nachfahren die Burgen bis heute besitzen.

## Anlage
Der Bergfried und der dreistöckige Palas sind noch weitgehend original erhalten. Ab Mitte des 14. Jahrhunderts umschloss die kleine Burg eine äußere Ringmauer, allerdings mit nur geringer Stärke. Diese wurde im ausgehenden 14. Jahrhundert mit den Befestigungen der Stadt Neckarsteinach verbunden. Der Eingang zum Burghof in Form eines spitzbogigen Tors befindet sich in der heute nur noch in Resten vorhandenen Ringmauer und trägt das Wappen der Landschaden. Die Burg war bis nach dem Dreißigjährigen Krieg gut erhalten und verfiel erst danach. Die nördlichen Wirtschaftsgebäude wurden erst 1815 angebaut. Seit 1825 ist die Burg bewohnbar und von einem Park umgeben.
Die Burg ist vermietet und Sitz der Warsbergschen Forstverwaltung.

Federzeichnung der Vorderburg von 1668
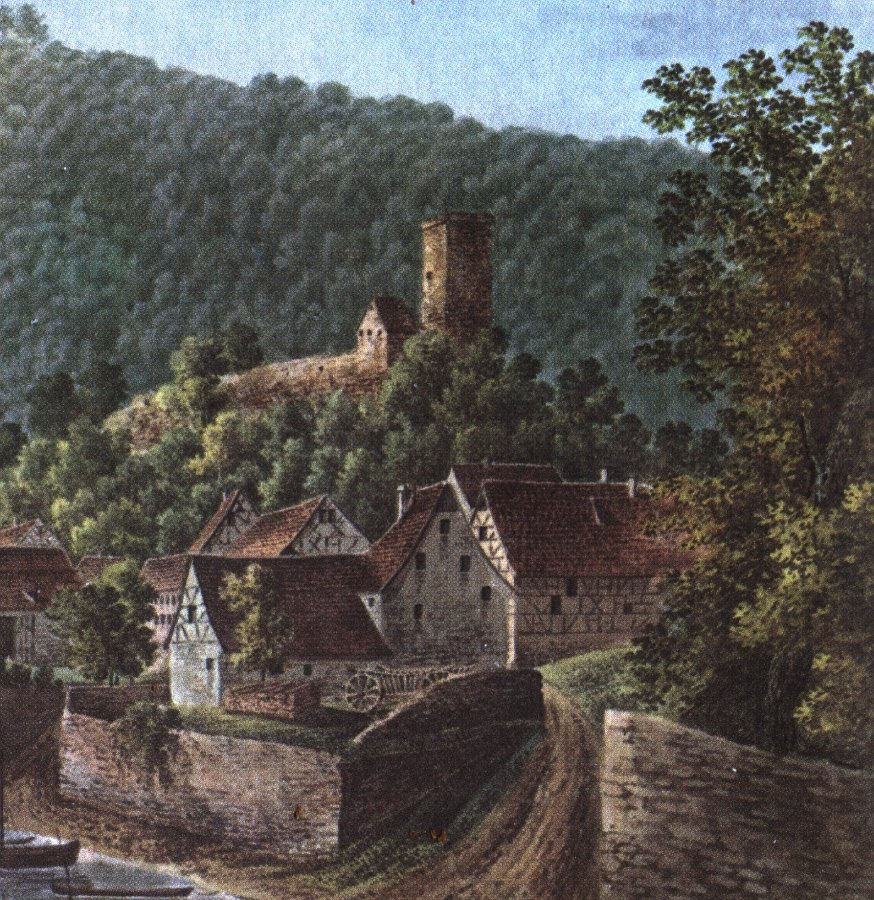
Historische Darstellung der Vorderburg (Carl Philipp Fohr um 1800)